# 김인욱
김인욱(金仁旭, 1892년 5월 1일 ~ ?)은 일제강점기의 군인으로, 본적은 평안남도 용강군 양곡면(陽谷面)이다. 다른 이름으로 김해욱(金海旭)이 있다.

## 생애
1909년 대한제국 육군무관학교가 폐지되자 일본으로 유학을 떠났다. 1911년 9월 1일 일본 중앙유년학교 예과를 졸업하고 본과 1학년에 입학했다. 1915년 5월 일본 육군사관학교 제27기생으로 학교를 졸업하고 소위로 임관되었으며, 1915년 11월 일본 정부로부터 다이쇼 대례 기념장을 받았다.
1919년 4월 일본 제국 육군 보병 중위로 진급했으며 1925년 육군 보병 대위로 진급하면서 만주로 파견되었다. 1928년 5월 일본의 제2차 산둥 출병(중국 국민당의 북벌이 진행 중이던 당시 일본이 중국에 거주하던 자국 거류민을 보호한다는 명목으로 산둥반도와 만주 일대를 침략하여 영토 확장과 자국의 이익 확대를 도모한 전투) 당시 조선군 제20사단 보병 제77연대 3대대 9중대장으로 참전하는 동안 랴오둥반도 일대에서 군사 활동을 전개했고 1928년 11월 일본 정부로부터 훈6등 서보장을 받았다.
1932년 9월 평안북도 강계수비대 제1중대장으로 복무하는 동안 일제의 항일 무장 부대 공격에 가담했으며 1933년 3월 일본 도쿄에서 영친왕 이은(李垠) 중좌의 왕족부 부관으로 복무했다. 1934년 2월 일본 정부로부터 훈5등 서보장을 받았고 1934년 3월 육군 보병 소좌로 진급했다. 1934년 3월 1일 만주국 정부로부터 만주국 건국공로장을 받았다.
1935년 8월 왕공족부 무관 이왕 은(垠) 부속 제19사단 보병 제74연대 소속으로 복무했으며 1937년 7월 만주 일대의 항일 무장 부대 공격에 가담했다. 1940년 8월 1일 육군 보병 중좌로 진급했고 1941년 11월 1일 육군 보병 제216연대 소속으로 복무했다. 1944년 11월 3일 함흥 육군병사부 소속으로 복무하는 동안 일제의 조선인 병력 동원을 담당했다.
1945년 광복 이전에 예편한 뒤 한동안 평안남도 평양에서 거주하다가 소련군에게 피랍된 것으로 알려져 있으며, 이후의 행적에 대해서는 거의 알려져 있지 않다.
민족문제연구소의 친일인명사전 수록자 명단의 군 부문과 친일반민족행위진상규명위원회가 발표한 친일반민족행위 705인 명단에 포함되었다.

## 참고자료
- 친일반민족행위진상규명위원회 (2009). 〈김인욱〉. 《친일반민족행위진상규명 보고서 Ⅳ-4》. 서울. 18~34쪽.